# Riacho Frio
Riacho Frio là một đô thị thuộc bang Piauí, Brasil. Đô thị này có diện tích 2221,95 km², dân số năm 2007 là 4799 người, mật độ 2,16 người/km².